# Цхенисцкали
Цхенисцкали (грузински: ცხენისწყალი) е река в северна Грузия, десен приток на Риони. Има ледников произход и води началото си от Главния Кавказки хребет, област	Рача-Лечхуми и Долна Сванетия. Тече през историческата област Лечхуми и Колхидската низина. Влива се в река Риони, на около 3,5 km югозападно от град Самтредия. В южните си части реката е граница между историческите области Мегрелия (на запад) и Имеретия (на изток), както и между административните области Мегрелия-Горна Сванетия и Имеретия. На реката са разположени селището от градски тип Лентехи и град Цагери.